# Kuise zusterkoeken

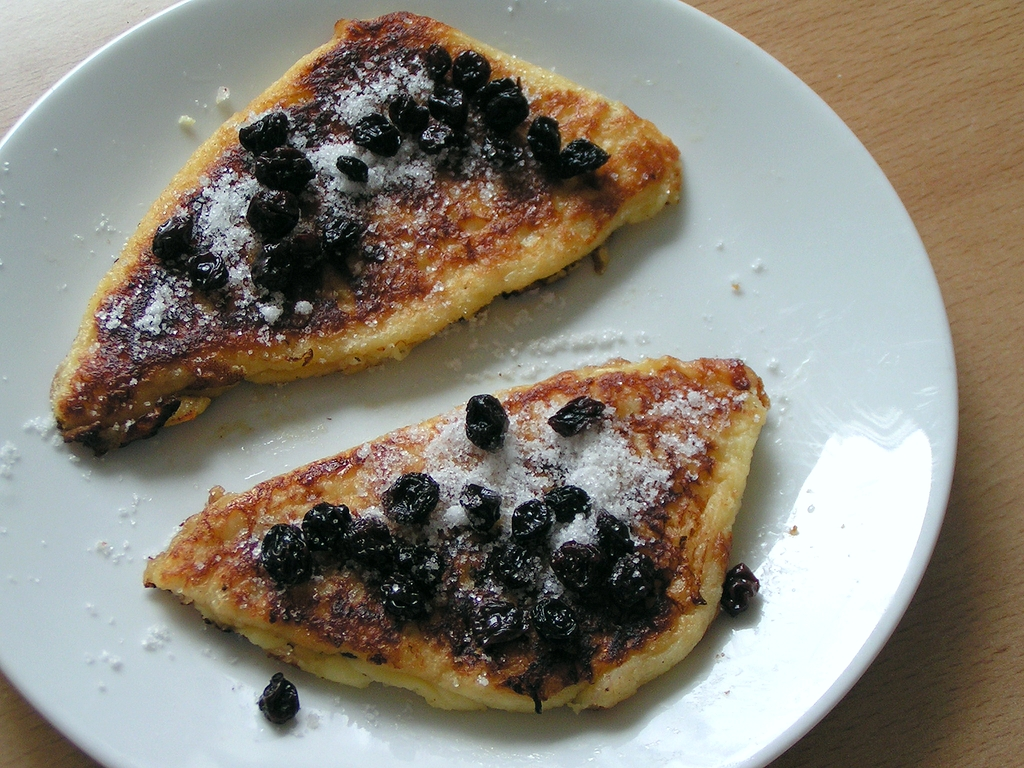
Kuise zusterkoeken

Kuise zusterkoeken is een nagerecht, bestaande uit gebakken wittebrood met room en eieren.